# ヒラヤーチー

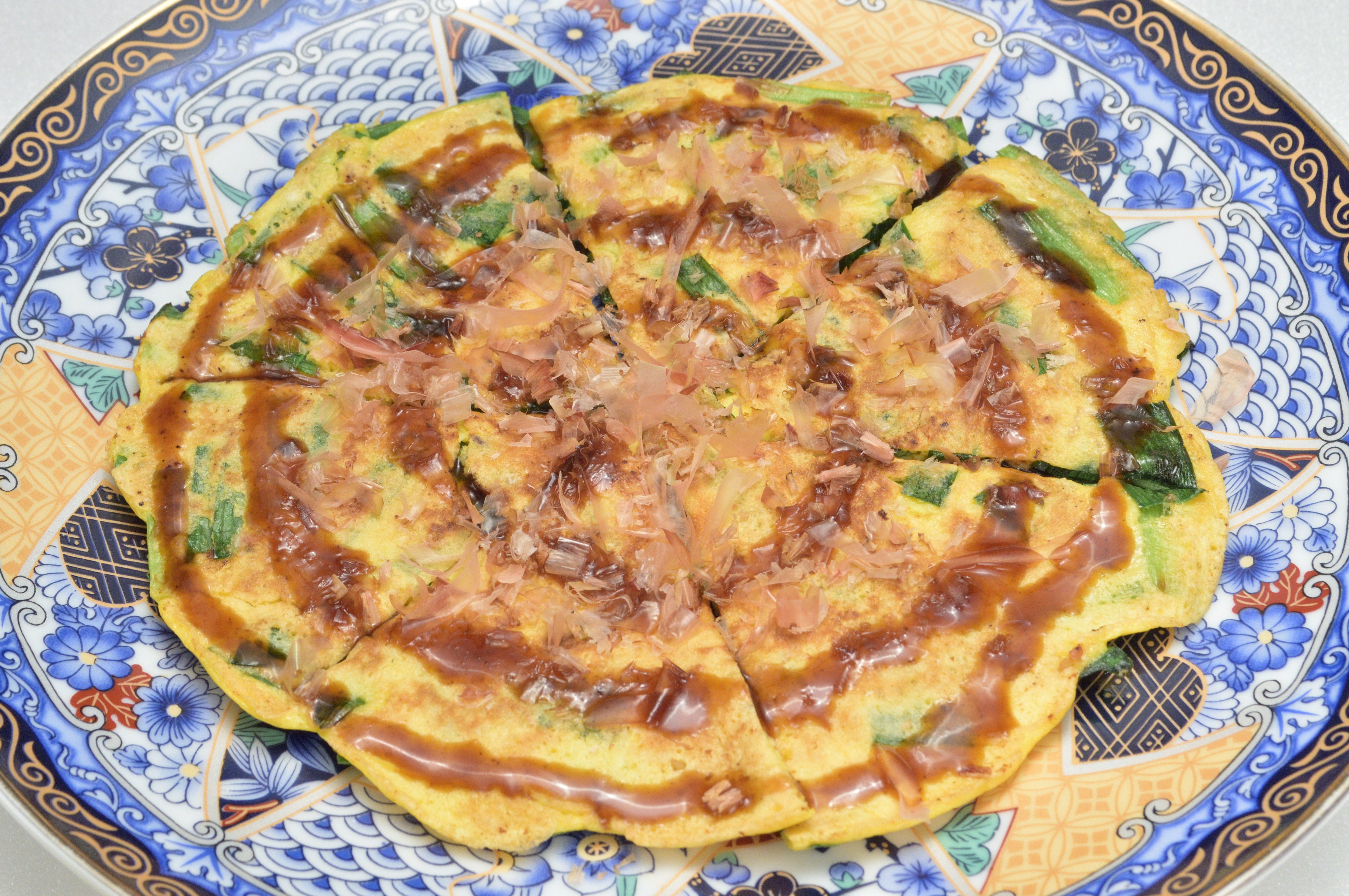
ヒラヤーチー

ヒラヤーチーは、沖縄県の家庭料理。「ヒラヤーチー」とは「平焼き」の沖縄方言読みである。宮古島では「ナビパンビン」八重山地方では「ピシャハンビル」と呼ばれる。
小麦粉を水または出汁で溶き、ニラあるいは小ねぎ、その他あり合わせの材料を混ぜ、油を引いたフライパンに流しこんで焼く。いわば、沖縄式のお好み焼きである。好みでソースや醤油をかける。常備している食材と庭で簡単に栽培できる野菜だけで作れる簡単な家庭料理として、台風などで外出できないときによく作られる。